# Agonali
Gli Agonali erano feste istituite dagli antichi Romani in onore di Giano e celebrate tre volte l’anno, cioè l'11 gennaio, il 21 maggio ed il 13 dicembre. Erano una versione romana delle Agonie della Grecia antica.
Le feste furono così chiamate per via dei combattimenti che le accompagnavano, considerando che Agon in greco signiﬁca combattimento. Ovidio assegna loro un'altra origine. Dice che la parola Agon è la parola latina per ago-ne o agum-ne che vuol dire "farò io", perché il sacerdote che effettuava il sacrificio, essendo in atto di ferire la vittima, ch'era un capro, gridava agli assistenti "Agon" come in atto di domandare il loro permesso. 
Il termine venne ripreso in epoca fascista, per definire quelle gare giovanili, a livello regionale, i cui vincitori potevano qualificarsi per i Littoriali nazionali.